# Louise Kellberg
Louise Kellberg, épouse Schmidt, (née en 1826 à Riga et morte le 15 mars 1917 à Dresde) est une chanteuse d'opéra allemande (soprano).

## Biographie
Elle chante à Riga dès 1843 et ensuite reçoit des leçons de Mlle Conradi. Son vrai début est en 1847 à l'Opéra de Riga. De 1848 à 1850, elle est engagée au Königlichen Hofoper à Berlin.  De 1850 à 1851, elle chante de nouveau au Théâtre de Riga puis à Rostock. En 1851, elle rejoint le Théâtre allemand à Prague où elle épouse en 1853 le chanteur Bernhard Schmidt. Elle quitte la même année Prague et chante dans les théâtres de Cologne, Brunswick et Danzig. De 1859 à 1865, elle travaille avec son mari au Großherzogliches Hoftheater de Weimar.
Elle est la mère de Marie Basta.

## Source
- (de) Ludwig Eisenberg, Ludwig Eisenberg's grosses biographisches Lexikon der deutschen Buhne im 19. Jahrhundert, Leipzig, Paul List, 1903 (lire en ligne), p. 53
- Le Ménestrel, Paris, 1833-1940 (lire en ligne), lire en ligne sur Gallica